# 斯科茨代爾 (亞利桑那州)
，也稱史考茲谷、史考茲戴爾、史格斯道，位于美國亞利桑那州的中南部，屬於鳳凰城大都會區的一部分。該城市於1894年以其創始人溫菲爾德·斯科特（Winfield Scott）的名字命名，斯科特是一位退休的美國陸軍牧師。史考茲谷於1951年正式建市，當時人口約為2,000人。總面積約為477.7平方公里，2012年統計人口數約為223,514人。據其官方宣稱為“極西之鎮” （The West's Most Western Town）。

## 外部連結
- Official website （页面存档备份，存于）
- Scottsdale Area Chamber of Commerce （页面存档备份，存于）
- Scottsdale Convention and Visitors Bureau （页面存档备份，存于）